# Organització intergovernamental
Un organisme internacional o organització intergovernamental (OIG) són aquells els membres dels quals són Estats sobirans o altres organitzacions intergovernamentals. També pot usar-se el terme organització internacional, no obstant això aquest pot al·ludir genèricament a qualsevol organització (incloses aquelles privades) amb membressia, objectius o presència internacional, mentre que el que es designa com organisme internacional sempre és de naturalesa pública. Per a evitar possibles confusions, algunes vegades s'usen els termes organisme internacional governamental o organisme internacional públic.

## Naturalesa jurídica
Una organització intergovernamental està subjecta al dret públic internacional, amb personalitat jurídica i plena capacitat d'obrar, formada per acord de distints Estats per a tractar aspectes que els són comuns.
Dins del seu si i a través de procediments de complexitat variable, cerca elaborar una voluntat jurídica diferent de la dels seus Estats membres, destinada a realitzar les competències que els han estat atribuïdes. Aquesta voluntat pot manifestar-se a través d'actes unilaterals o per mitjà de la concertació de tractats amb altres subjectes de dret internacional.

## Establiment
Parlant naturalment, una organització internacional s'ha d'establir mitjançant un tractat internacional que proveeix d'ella amb reconeixement legal. Les organitzacions internacionals així establides estan subjectes al dret internacional, capaços d'entrar en acords entre elles o amb els estats. Així les organitzacions internacionals en un sentit legal són distingides de les agrupacions meres d'estats, tals com el G-8 i els G-77, ni uns ni altres dels quals han estat fundats per un tractat, encara que també en contextos no-legals aquests es refereixen de vegades com organitzacions internacionals. Les organitzacions internacionals han de també ser distingides com tractats; Mentre que totes les organitzacions internacionals són fundades per un tractat (i.g., l'exemple de la qual 'El Lliure Tractat de Comerç' "TLCAN" d'Amèrica del Nord els països del qual es troben Canadà, Estats Units i Mèxic).

## Classificació
Els organismes internacionals poden ser de molt diversos tipus. Una classificació sobre els mateixos estableix les diferències:
- En funció de la seua durada:
  - Permanents, que són creats sense fixar un termini per a la finalització del seu mandat. (ONU)
  - No permanents, que són aquells als quals s'estableix una comesa específica per a una durada determinada en el temps, transcorregut el qual deixen d'existir.

- Pels seus competències:
  - Plens, que són aquells que tenen plena capacitat d'acció sobre les matèries delegades pels Estats que els van crear i que poden adoptar resolucions al compliment de les quals estan obligades les parts. (Unió Europea)
  - Semiplens que són aquells que, encara tenint plena capacitat, requereixen per a adoptar resolucions vinculants, la decisió preceptiva prèvia a cada acte dels membres que el componen. (OPEP)
  - De consulta, les resolucions de la qual no són vinculants i que pertanyen a l'àmbit de l'estudi reflexió. (OCDE)
- Per raó de la matèria, segons siguen les qüestions que tracten: econòmiques, culturals, i altres. (CAACI)

- Per la seua composició:
  - Purs, els integrats només per Estats sobirans. (Tribunal Penal Internacional)
  - Mixts, en els quals, a més dels Estats, amb veu i, en alguns casos vot, s'integren altres institucions públiques (municipis, províncies, Comunitats Autònomes, Estats Federats, etc.). (Unesco)
  - Integrats, en els quals participen Estats i altres organismes internacionals. (FMI)
  - Autònoms, només composts per organismes internacionals prèviament existents.

### Organitzacions regionals
Àfrica
- Unió Africana
- Consell de l'Entesa
- Comunitat Econòmica dels Estats de l'Àfrica Occidental (ECOWAS)
- Comunitat pel Desenvolupament de l'Àfrica del Sud (SADC)
- Autoritat Intergovernamental pel Desenvolupament (IGAD)
- Unió del Magrib Àrab

Amèrica
- Aliança Bolivariana per les Amèriques (ALBA)
- Unió Nord-americana (NU)
- Organització dels estats americans (OEA)
- Parlament Llatinoamericà
- Unió de Nacions Sud-americanes (UNASUR)
- Mercosur (Mercat Comú del Sud)
- Comunitat Andina
- Comunitat del Carib (CARICOM)
- Organització d'Estats del Carib Oriental (OECS)
- Parlament Andí
- Parlament Centreamericà (PARLACEN)
- Grup de Rio
- Conferència d'Autoritats Audiovisuals i Cinematogràfiques d'Iberoamèrica (CAACI)
  - NAFTA (Tractat de Lliure Comerç d'Amèrica del Nord)
  - CSFMEU (Comissió de salut fronterera Mèxic - Estats Units)

Àsia
- Cooperació de Diàleg Asiàtic (ACD)
- Associació de Nacions del Sud-est Asiàtic (ASEAN)
- Associació Sud-asiàtica per a la Cooperació Regional (SAARC)
- Consell de Cooperació del Golf

Europa:
- Unió Europea (EU)
- Consell d'Europa
- Associació Europea de Lliure Comerç (EFTA)
- Agència Espacial Europea (ESA)
- Organització per a la Democràcia i el Desenvolupament Econòmic (GUAM)
- Tractat de lliure comerç centreeuropeu (CEFTA)